# Hr.Ms. Bogor (1940)
De Hr.Ms. Bogor (HMV 3) was een gewestelijk vaartuig van de ABC-klasse bij de Gouvernementsmarine. De Bogor is vernoemd naar de Javaanse stad Bogor. Het schip werd gemilitariseerd en omgebouwd tot hulpmijnenveger en in mei 1940 als hulpmijnenveger 3 in dienst gesteld onder 2de officier van de Gouvernements Marine J.A. Wasch. Op 2 maart 1942 werd het schip door de eigen bemanning in de haven van Tandjong Priok tot zinken gebracht.